# Ruinas de Gaochang

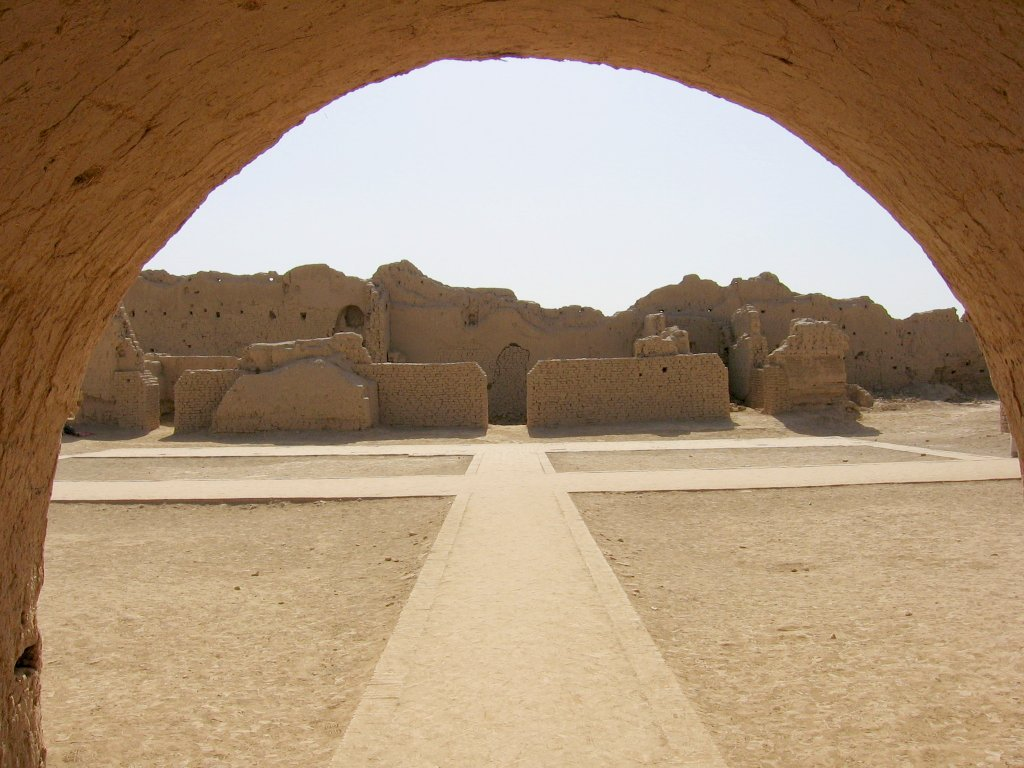
Ruinas de la antigua ciudad de Gaochang.

Las ruinas de Gaochang (el sitio también conocido como Karakhoja, Khocho o Qocho) son los restos de una antigua ciudad construida en el siglo I a. C. Están situadas a unos 45 kilómetros al sudeste de la ciudad de Turfán en la provincia china de Sinkiang. La ciudad quedó abandonada a finales del siglo XIV. Gaochang significa ciudad del rey.
Gaochang se convirtió en uno de los enclaves más importantes de la antigua Ruta de la Seda. Utilizada originariamente como guarnición militar, fue también la capital del antiguo reino de Gaochang en el siglo II a. C. La ciudad fue capturada por la dinastía Tang en el año 640 y quedó bajo su control hasta el siglo IX. Desde entonces hasta el siglo XIV, fue la capital de un antiguo reino uigur: el reino de Kharakhoja.
La ciudad estaba protegida por una muralla, construida en tierra, con paredes de 11,5 metros de altura y nueve puertas de entrada. Estaba dividida en dos zonas: la parte que estaba en el interior de las murallas y la que quedaba en la zona exterior. 
Gaochang sirvió también como centro del budismo. La ciudad contaba con diversos templos y monasterios, capaces de albergar hasta 3000 monjes. El reino de Kharakhoja significó el florecimiento del maniqueísmo y el cristianismo siríaco oriental en la zona. El Islam se impuso más tarde, poco antes de que Gaochang quedara finalmente abandonada.
Hoy en día se pueden visitar tres zonas diferentes en las ruinas: las correspondientes a la ciudad interior y exterior y la zona del palacio. La superficie total ocupada por las ruinas es de más de 2 000 000 de m². Se pueden ver también los restos de dos templos; uno de ellos contiene murales bien conservados. 
El otro templo es de mayores dimensiones y se cree que en él residió Xuanzang, uno de los principales monjes budistas del periodo Tang. Ocupa un área de unos 10 000 m² y consiste en una sala principal, el dormitorio de los monjes, una sala de lectura y una biblioteca.